# Śmietaniak
Śmietaniak – potok, dopływ Łapszanki. Jego zlewnia znajduje się na południowych stokach Pienin Spiskich w obrębie wsi Łapsze Wyżne w województwie małopolskim, w powiecie nowotarskim, w gminie Łapsze Niżne.
Potok wypływa z położonego na wysokości 752 m źródła wśród pól po północnej stronie zabudowanego obszaru wsi Łapsze Wyżne. Spływa w kierunku południowo-wschodnim, przepływa przez zabudowany obszar wsi, pod biegnącą nią drogą i na wysokości 656 m uchodzi do Łapszanki jako jej lewy dopływ. Ma dwa niewielkie dopływy. Cały bieg potoku znajduje się na otwartym terenie pól uprawnych.